# Distribuição do número de deputados à Assembleia da República
O sistema eleitoral em Portugal é proporcional, com os atuais 230 mandatos disponíveis a serem distribuídos pelos distritos e regiões autónomas, mais dois círculos de emigração, consoante a sua população.

## Distribuição de deputados por círculos eleitorais desde 1975

Mapa da distribuição dos mandatos para as eleições legislativas de 2024.

| Distrito          | 1975 | 1976                                     | 1979                                     | 1980                                     | 1983                                     | 1985                                     | 1987                                     | 1991                                     | 1995                                     | 1999                                     | 2002                                     | 2005                                     | 2009                                     | 2011                                     | 2015                                     | 2019                                     | 2022                                     | 2024                                     |
| ----------------- | ---- | ---------------------------------------- | ---------------------------------------- | ---------------------------------------- | ---------------------------------------- | ---------------------------------------- | ---------------------------------------- | ---------------------------------------- | ---------------------------------------- | ---------------------------------------- | ---------------------------------------- | ---------------------------------------- | ---------------------------------------- | ---------------------------------------- | ---------------------------------------- | ---------------------------------------- | ---------------------------------------- | ---------------------------------------- |
| Açores            |      |                                          | 5                                        | 5                                        | 5                                        | 5                                        | 5                                        | 5                                        | 5                                        | 5                                        | 5                                        | 5                                        | 5                                        | 5                                        | 5                                        | 5                                        | 5                                        | 5                                        |
| Angra do Heroísmo | 2    | 2                                        | Açores                                   | Açores                                   | Açores                                   | Açores                                   | Açores                                   | Açores                                   | Açores                                   | Açores                                   | Açores                                   | Açores                                   | Açores                                   | Açores                                   | Açores                                   | Açores                                   | Açores                                   | Açores                                   |
| Aveiro            | 14   | 15                                       | 15                                       | 15                                       | 15                                       | 15                                       | 15                                       | 14                                       | 14                                       | 15                                       | 15                                       | 15                                       | 16                                       | 16                                       | 16                                       | 16                                       | 16                                       | 16                                       |
| Beja              | 6    | 6                                        | 5                                        | 5                                        | 5                                        | 5                                        | 5                                        | 4                                        | 4                                        | 3                                        | 3                                        | 3                                        | 3                                        | 3                                        | 3                                        | 3                                        | 3                                        | 3                                        |
| Braga             | 15   | 15                                       | 15                                       | 15                                       | 16                                       | 16                                       | 17                                       | 16                                       | 16                                       | 17                                       | 18                                       | 18                                       | 19                                       | 19                                       | 19                                       | 19                                       | 19                                       | 19                                       |
| Bragança          | 4    | 5                                        | 4                                        | 4                                        | 4                                        | 4                                        | 4                                        | 4                                        | 4                                        | 4                                        | 4                                        | 4                                        | 3                                        | 3                                        | 3                                        | 3                                        | 3                                        | 3                                        |
| Castelo Branco    | 7    | 7                                        | 6                                        | 6                                        | 6                                        | 6                                        | 6                                        | 5                                        | 5                                        | 5                                        | 5                                        | 5                                        | 4                                        | 4                                        | 4                                        | 4                                        | 4                                        | 4                                        |
| Coimbra           | 12   | 12                                       | 12                                       | 12                                       | 11                                       | 11                                       | 11                                       | 10                                       | 10                                       | 10                                       | 10                                       | 10                                       | 10                                       | 9                                        | 9                                        | 9                                        | 9                                        | 9                                        |
| Évora             | 5    | 6                                        | 5                                        | 5                                        | 5                                        | 5                                        | 4                                        | 4                                        | 4                                        | 4                                        | 3                                        | 3                                        | 3                                        | 3                                        | 3                                        | 3                                        | 3                                        | 3                                        |
| Faro              | 9    | 9                                        | 9                                        | 9                                        | 9                                        | 9                                        | 9                                        | 8                                        | 8                                        | 8                                        | 8                                        | 8                                        | 8                                        | 9                                        | 9                                        | 9                                        | 9                                        | 9                                        |
| Guarda            | 6    | 6                                        | 5                                        | 5                                        | 5                                        | 5                                        | 5                                        | 4                                        | 4                                        | 4                                        | 4                                        | 4                                        | 4                                        | 4                                        | 4                                        | 3                                        | 3                                        | 3                                        |
| Horta             | 1    | 1                                        | Açores                                   | Açores                                   | Açores                                   | Açores                                   | Açores                                   | Açores                                   | Açores                                   | Açores                                   | Açores                                   | Açores                                   | Açores                                   | Açores                                   | Açores                                   | Açores                                   | Açores                                   | Açores                                   |
| Leiria            | 11   | 11                                       | 11                                       | 11                                       | 11                                       | 11                                       | 11                                       | 10                                       | 10                                       | 10                                       | 10                                       | 10                                       | 10                                       | 10                                       | 10                                       | 10                                       | 10                                       | 10                                       |
| Lisboa            | 55   | 58                                       | 56                                       | 56                                       | 56                                       | 56                                       | 56                                       | 50                                       | 50                                       | 49                                       | 48                                       | 48                                       | 47                                       | 47                                       | 47                                       | 48                                       | 48                                       | 48                                       |
| Macau             | 1    |                                          |                                          |                                          |                                          |                                          |                                          |                                          |                                          |                                          |                                          |                                          |                                          |                                          |                                          |                                          |                                          |                                          |
| Madeira           | 6    | 6                                        | 5                                        | 5                                        | 5                                        | 5                                        | 5                                        | 5                                        | 5                                        | 5                                        | 5                                        | 6                                        | 6                                        | 6                                        | 6                                        | 6                                        | 6                                        | 6                                        |
| Moçambique        | 1    |                                          |                                          |                                          |                                          |                                          |                                          |                                          |                                          |                                          |                                          |                                          |                                          |                                          |                                          |                                          |                                          |                                          |
| Ponta Delgada     | 3    | 3                                        | Açores                                   | Açores                                   | Açores                                   | Açores                                   | Açores                                   | Açores                                   | Açores                                   | Açores                                   | Açores                                   | Açores                                   | Açores                                   | Açores                                   | Açores                                   | Açores                                   | Açores                                   | Açores                                   |
| Portalegre        | 4    | 4                                        | 4                                        | 4                                        | 4                                        | 3                                        | 3                                        | 3                                        | 3                                        | 3                                        | 3                                        | 2                                        | 2                                        | 2                                        | 2                                        | 2                                        | 2                                        | 2                                        |
| Porto             | 36   | 38                                       | 38                                       | 38                                       | 38                                       | 39                                       | 39                                       | 37                                       | 37                                       | 37                                       | 38                                       | 38                                       | 39                                       | 39                                       | 39                                       | 40                                       | 40                                       | 40                                       |
| Santarém          | 13   | 13                                       | 12                                       | 12                                       | 12                                       | 12                                       | 12                                       | 10                                       | 10                                       | 10                                       | 10                                       | 10                                       | 10                                       | 10                                       | 9                                        | 9                                        | 9                                        | 9                                        |
| Setúbal           | 16   | 17                                       | 17                                       | 17                                       | 17                                       | 17                                       | 17                                       | 16                                       | 17                                       | 17                                       | 17                                       | 17                                       | 17                                       | 17                                       | 18                                       | 18                                       | 18                                       | 19                                       |
| Viana do Castelo  | 6    | 7                                        | 6                                        | 6                                        | 6                                        | 6                                        | 6                                        | 6                                        | 6                                        | 6                                        | 6                                        | 6                                        | 6                                        | 6                                        | 6                                        | 6                                        | 6                                        | 5                                        |
| Vila Real         | 6    | 7                                        | 6                                        | 6                                        | 6                                        | 6                                        | 6                                        | 6                                        | 5                                        | 5                                        | 5                                        | 5                                        | 5                                        | 5                                        | 5                                        | 5                                        | 5                                        | 5                                        |
| Viseu             | 10   | 11                                       | 10                                       | 10                                       | 10                                       | 10                                       | 10                                       | 9                                        | 9                                        | 9                                        | 9                                        | 9                                        | 9                                        | 9                                        | 9                                        | 8                                        | 8                                        | 8                                        |
| Emigração         | 1    | Dividido em "Europa" e "Fora da Europa". | Dividido em "Europa" e "Fora da Europa". | Dividido em "Europa" e "Fora da Europa". | Dividido em "Europa" e "Fora da Europa". | Dividido em "Europa" e "Fora da Europa". | Dividido em "Europa" e "Fora da Europa". | Dividido em "Europa" e "Fora da Europa". | Dividido em "Europa" e "Fora da Europa". | Dividido em "Europa" e "Fora da Europa". | Dividido em "Europa" e "Fora da Europa". | Dividido em "Europa" e "Fora da Europa". | Dividido em "Europa" e "Fora da Europa". | Dividido em "Europa" e "Fora da Europa". | Dividido em "Europa" e "Fora da Europa". | Dividido em "Europa" e "Fora da Europa". | Dividido em "Europa" e "Fora da Europa". | Dividido em "Europa" e "Fora da Europa". |
| Europa            |      | 2                                        | 2                                        | 2                                        | 2                                        | 2                                        | 2                                        | 2                                        | 2                                        | 2                                        | 2                                        | 2                                        | 2                                        | 2                                        | 2                                        | 2                                        | 2                                        | 2                                        |
| Fora da Europa    |      | 2                                        | 2                                        | 2                                        | 2                                        | 2                                        | 2                                        | 2                                        | 2                                        | 2                                        | 2                                        | 2                                        | 2                                        | 2                                        | 2                                        | 2                                        | 2                                        | 2                                        |
| Total             | 250  | 263                                      | 250                                      | 250                                      | 250                                      | 250                                      | 250                                      | 230                                      | 230                                      | 230                                      | 230                                      | 230                                      | 230                                      | 230                                      | 230                                      | 230                                      | 230                                      | 230                                      |